# Processus isentropique
En thermodynamique, un processus isentropique est un processus thermodynamique au cours duquel l'entropie du système étudié reste constante. La constance de l'entropie peut être obtenue par un processus idéal qui est à la fois  adiabatique et  réversible. Les transferts d'énergie par  travail doivent alors être sans frottement et il ne doit y avoir ni transfert d'énergie thermique (chaleur) ni transfert de matière. Un tel processus idéal est utile en ingénierie pour modéliser certains processus réels. Néanmoins, une transformation sans changement d'entropie peut également être obtenue si le travail échangé par le système comprend des frottements internes au système (ce serait donc un processus irréversible) mais si, lors de cette transformation, de l'énergie thermique est retirée du système pour compenser le frottement interne, de manière à laisser l'entropie inchangée. Dans ce deuxième cas, le mot « isentropique » est utilisé au sens étymologique (= sans changement d’entropie), et n'est pas compatible avec la première définition.

## Isentropie et réversibilité
La variation de l'entropie d'un système au cours d'une transformation a deux causes :
- la création d'entropie due au caractère irréversible de la transformation ;
- l'échange d'entropie entre le système et le milieu extérieur qui l'entoure, par le biais d'un transfert thermique.

On doit donc distinguer :
- les transformations isentropiques réversibles (pas de création d'entropie) et adiabatiques (pas d'échange thermique) ;
- et les transformations sans changement d'entropie qui sont irréversibles mais dont la création d'entropie est compensée par une entropie cédée par le système au milieu extérieur, en raison d'un transfert thermique.

## Contexte
Le deuxième principe de la thermodynamique pose que, :
{\displaystyle \Delta S_{\text{syst}}\geq {\frac {Q_{\text{irrév}}}{T}}}
où {\displaystyle \ Q_{\text{irrév}}} est la quantité d'énergie que le système gagne en s’échauffant, {\displaystyle T} est la température de l'environnement et {\displaystyle \Delta S_{\text{syst}}} est le changement d'entropie du système considéré. Le signe égal (de cette inégalité) correspond à un processus réversible, qui est la limite théorique idéale ne se produisant jamais réellement, quand les températures du système et de son environnement sont égales,. Pour un processus isentropique réversible, il n'y a pas de transfert thermique parce que le processus est adiabatique, {\displaystyle Q=0}. Dans un processus irréversible, avec transfert d'énergie par mode travail, de l'entropie est créée dans le système ; par conséquent, afin de maintenir une entropie constante dans le système, de l'énergie doit être retirée du transfert thermique pendant le processus.
Pour les processus réversibles, une transformation isentropique est réalisée en isolant thermiquement le système de son environnement. La température est (en thermodynamique) la variable conjuguée à l'entropie, ainsi le processus conjugué serait un processus monotherme, dans lequel le système échangerait thermiquement avec une source de chaleur à température constante.

## Processus isentropiques dans les systèmes thermodynamiques

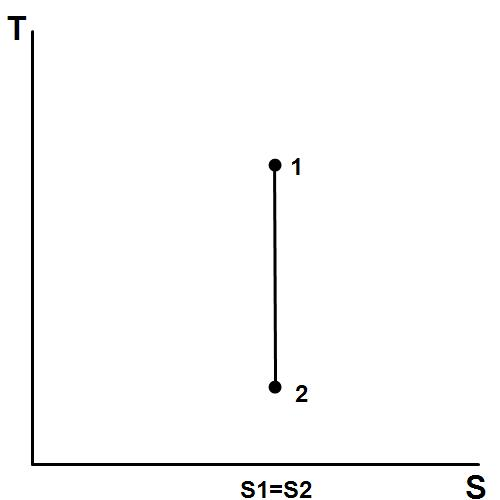
Diagramme T – s (entropie vs température) d'un processus isentropique. La transformation est représentée par un segment parallèle à l'axe des ordonnées.

L'entropie d'un système donné ne change pas au cours d'un processus réversible et adiabatique. L'entropie d'un processus isentropique reste constante, ce qui s'écrit {\displaystyle \Delta S=0} ou {\displaystyle S_{1}=S_{2}}. Quelques exemples de dispositifs thermodynamiques théoriquement isentropiques sont la pompe, le compresseur mécanique, la turbine, la buse et le diffuseur.

## Écoulement isentropique
En dynamique des fluides, un écoulement isentropique est généralement un écoulement à la fois adiabatique et réversible. Autrement dit, aucune énergie thermique n'est ajoutée à l'écoulement et aucune transformation d'énergie ne se produit en raison de frottement ou d'effets dissipatifs. Plusieurs relations peuvent être établies pour définir la pression, la densité et la température de l'écoulement isentropique d'un gaz parfait, 
Notez que de l'énergie peut être échangée avec l'écoulement lors d'une transformation isentropique, tant qu'elle n'échange pas de chaleur. Un exemple d'un tel échange serait une expansion ou une compression isentropique qui impliquerait un travail effectué sur ou par l'écoulement.
Pour un écoulement isentropique, la densité d'entropie peut varier entre différentes lignes de courant. Si la densité d'entropie est partout la même, alors le flux est dit homentropique.

### Relations isentropiques
Pour un système fermé, la variation totale d'énergie d'un système est la somme du travail et de la chaleur échangés :
{\displaystyle \mathrm {d} U=\delta W+\delta Q.}
Le travail réversible effectué sur un système lorsque son volume est modifié est
{\displaystyle \delta W=-p\,\mathrm {d} V,}
où {\displaystyle p} est la pression et {\displaystyle V} est le volume. La variation d'enthalpie ({\displaystyle H=U+pV}) est donnée par
{\displaystyle \mathrm {d} H=\mathrm {d} U+p\,\mathrm {d} V+V\,\mathrm {d} p.}
Ensuite, pour un processus à la fois réversible et adiabatique (c'est-à-dire qu'aucun transfert thermique ne se produit) {\displaystyle \delta Q_{\text{rev}}=0}, et donc {\displaystyle \mathrm {d} S=\delta Q_{\text{rev }}/T=0}. Tous les processus adiabatiques réversibles sont isentropiques. Cela conduit à deux observations importantes :
{\displaystyle \mathrm {d} U=\delta W+\delta Q=-p\,\mathrm {d} V+0,}
{\displaystyle \mathrm {d} H=\delta W+\delta Q+p\,\mathrm {d} V+V\,\mathrm {d} p=-p\,\mathrm {d} V+0+p\,\mathrm {d} V+V\,\mathrm {d} p=V\,\mathrm {d} p.}
Ensuite, pour toute transformation d'un gaz idéal, il est toujours vrai que
{\displaystyle \mathrm {d} U=nC_{v}\,\mathrm {d} T} et {\displaystyle \mathrm {d} H=nC_{p}\,\mathrm {d} T.}
En utilisant les résultats généraux démontrés ci-dessus pour {\displaystyle \mathrm {d} U} et {\displaystyle \mathrm {d} H}, il vient :
{\displaystyle \mathrm {d} U=nC_{v}\,\mathrm {d} T=-p\,\mathrm {d} V,}
{\displaystyle \mathrm {d} H=nC_{p}\,\mathrm {d} T=V\,\mathrm {d} p.}
Donc, pour un gaz idéal, le rapport des capacités thermiques peut s'écrire :
{\displaystyle \gamma ={\frac {C_{p}}{C_{V}}}=-{\frac {\mathrm {d} p/p}{\mathrm {d} V/V}}.}
Pour un gaz idéal, {\displaystyle \gamma } est constant. Par conséquent, l'intégration de l'équation ci-dessus, en supposant un gaz parfait, conduit à :
{\displaystyle pV^{\gamma }={\text{constant}},}
C'est,
{\displaystyle {\frac {p_{2}}{p_{1}}}=\left({\frac {V_{1}}{V_{2}}}\right)^{\gamma }.}
Utilisation de l'équation d'état pour un gaz idéal, {\displaystyle pV=nRT},
{\displaystyle TV^{\gamma -1}={\text{constant}}.}
(Preuve:{\displaystyle PV^{\gamma }={\text{constant}}\Rightarrow PV\,V^{\gamma -1}={\text{constant}}\Rightarrow nRT\,V^{\gamma -1}={\text{constant}}.} Mais {\displaystyle nR} est constant lui-même, donc {\displaystyle TV^{\gamma -1}={\text{constant}}}.)
{\displaystyle {\frac {p^{\gamma -1}}{T^{\gamma }}}={\text{constant}}}
aussi, pour {\displaystyle C_{p}=C_{v}+R} constant (par mole),
{\displaystyle {\frac {V}{T}}={\frac {nR}{p}}} et {\displaystyle p={\frac {nRT}{V}}}
{\displaystyle S_{2}-S_{1}=nC_{p}\ln \left({\frac {T_{2}}{T_{1}}}\right)-nR\ln \left({\frac {p_{2}}{p_{1}}}\right)}
{\displaystyle {\frac {S_{2}-S_{1}}{n}}=C_{p}\ln \left({\frac {T_{2}}{T_{1}}}\right)-R\ln \left({\frac {T_{2}V_{1}}{T_{1}V_{2}}}\right)=C_{v}\ln \left({\frac {T_{2}}{T_{1}}}\right)+R\ln \left({\frac {V_{2}}{V_{1}}}\right)}
Ainsi pour les processus isentropiques d'un gaz idéal,
{\displaystyle T_{2}=T_{1}\left({\frac {V_{1}}{V_{2}}}\right)^{(R/C_{v})}} ou {\displaystyle V_{2}=V_{1}\left({\frac {T_{1}}{T_{2}}}\right)^{(C_{v}/R)}}